# Arènes joyeuses (film, 1935)
Pour les articles homonymes, voir Arènes joyeuses.
Pour plus de détails, voir Fiche technique et Distribution.
Arènes joyeuses est un film français réalisé par Karl Anton et sorti en 1935.

## Synopsis
Monsieur Cabissol, maire de Martigues, souhaite présenter une corrida dans le cadre des prochaines festivités. Mais un réfractaire à ce spectacle, Monsieur Escopette, enlève les taureaux et retarde les festivités. Une fois les bêtes retrouvées, en représailles, on veut contraindre Escopette à prendre la place du torero indisponible. Heureusement, Rémy, un jeune Martégal astucieux et sympathique, trouvera une solution qui conviendra à tout le monde et, en récompense, le maire lui accordera la main de l'une de ses filles, l’élue de son cœur…

## Commentaire
L’argument minimaliste est propre aux opérettes et aux revues populaires de l’entre-deux-guerres, un prétexte pour que le jeune premier en vogue des opérettes marseillaises de l’époque, Alibert, pousse de nombreuses ritournelles à succès dont la célèbre Adieu, Venise provençale, passée à la postérité…

## Fiche technique
- Titre : Arènes joyeuses
- Réalisation : Karl Anton, assisté de Marcel Martin et de Lucienne Dumont
- Scénario : René Pujol, Yves Mirande, Max Kolpé, d’après l’opérette éponyme d’Henri Allibert et Vincent Scotto (1934)
- Dialogues : Yves Mirande
- Décors : Jean Laffitte
- Photographie : Harry Stradling Sr., Fred Langenfeld, Robert Lefebvre, Jacques Mercanton, Barrois, Roger Duculot, Michel Rocca
- Son : Roger Loisel
- Montage : Jean Oser, Jacques Brillouin
- Musique : Vincent Scotto
- Chansons : paroles d’Henri Allibert/René Sarvil et musique de Vincent Scotto
- Tournage extérieur : Martigues dans les Bouches-du-Rhône
- Société de production : Metropa-Films (France)
- Directeur de production : André E. Algazy
- Directeur musical : Lucien-Charles Marsoudet
- Pays d’origine :  France
- Format : noir et blanc — 35 mm — son monophonique
- Genre : film musical, comédie
- Durée : 108 minutes
- Date de sortie : 
  - France : 20 décembre 1935
- Affiche : Roger Cartier (France)

## Distribution
- Alibert : Rémy de Martigues, le chef des gardians, amoureux de Marguerite
- Lucien Baroux : Escopette, un réfractaire aux corridas
- Fernand Charpin : Cabissol, le maire de Martigues
- Betty Stockfeld : Betty, la fille d'un Américain
- Lisette Lanvin : Marguerite
- Rellys : Ficelle
- André Alerme : Monsieur Gardy
- Lucien Callamand : Fadoli
- Félix Oudart : Calixte
- Polaire : la bohémienne
- Cécile Lemaire : Violette
- Raphaël Médina : le torero « Chico de Granada »
- Marthe Mussine : la bonne
- Jean Sinoël : le garçon d'hôtel
- Ginette Darcy
- Milly Mathis
- Germaine Brière
- Doumel
- Frédéric Mariotti
- Lyne de Souza
- Edmond Castel
- Gorlett